# Los Palos Grandes

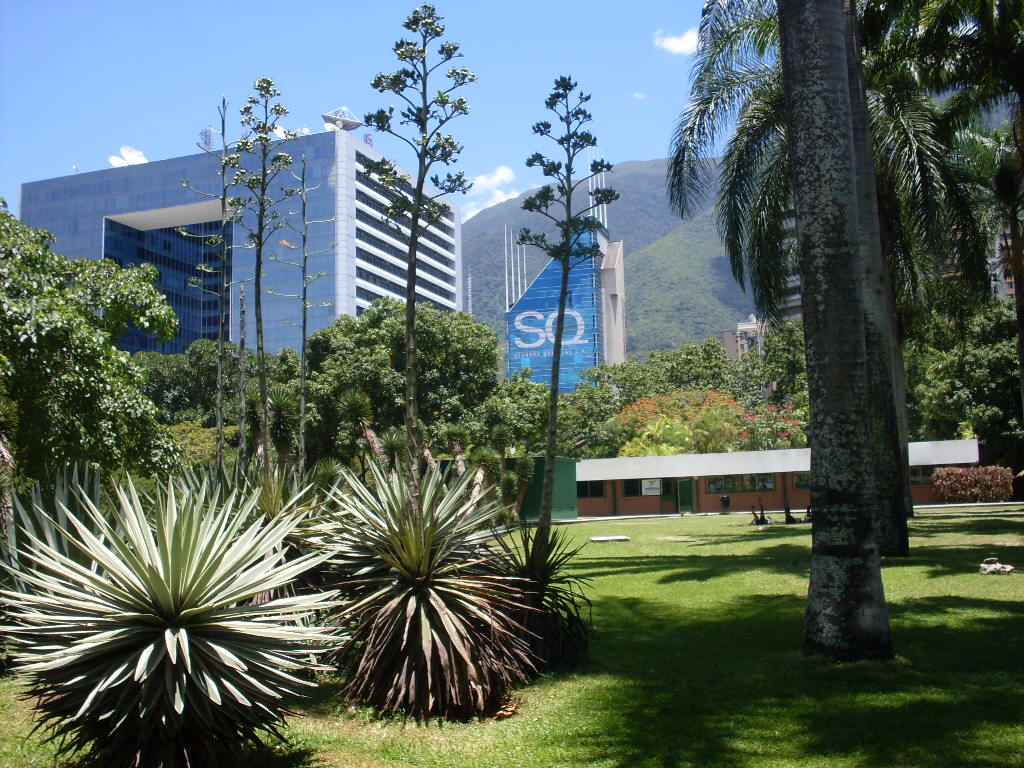
Parque Cristal en Los Palos Grandes visto desde el Parque del Este.

Los Palos Grandes es una urbanización residencial, turística y empresarial situada en el Municipio Chacao Estado Miranda, al este de Caracas, Venezuela, servida por la estación Miranda de la línea 1 del Metro de Caracas. Posee una superficie estimada en 117 hectáreas (1,17 kilómetros cuadrados).

## Características
Los Palos Grandes constituye un foco turístico de la ciudad gracias a la famosa "Cuadra Gastronómica" con sus numerosos restaurantes de gastronomía nacional e internacional, sus cafés y sus sitios recreativos, entre los que destacan el Parque Generalísimo Francisco de Miranda y la Plaza Los Palos Grandes con su centro de lectura. Esta urbanización alberga al sur de su extensión numerosas torres empresariales, entre ellas, el conjunto de oficinas de Parque Cristal. Este sector caraqueño también alberga las embajadas de la ONU, Uruguay, República Dominicana y Ecuador. 
Limita al norte con el Parque nacional El Ávila, al sur con el Parque Generalísimo Francisco de Miranda y la urbanización La Floresta, al este con la urbanización Sebucán (perteneciente al Municipio Sucre) y al oeste con la urbanización Altamira. Por su territorio discurren la quebrada Pajaritos y la quebrada Sebucán, pequeños cursos de agua que desembocan en el Río Guaire.

## Patrimonio
Entre las obras patrimoniales en el área de la urbanización Los Palos Grandes se encuentran siguientes edificaciones de uso público: Centro Catalán, antiguo Club Los Palos Grandes, Centro Plaza, Edificio Mene Grande, Edificio Atlantic, Torre HP, Parque Cristal, Torre Telefónica. En construcciones residenciales se tienen: Edificio Texas, Edificio Dallas, Edificio Niza, y la Casa González Gorrondona.

## Galería

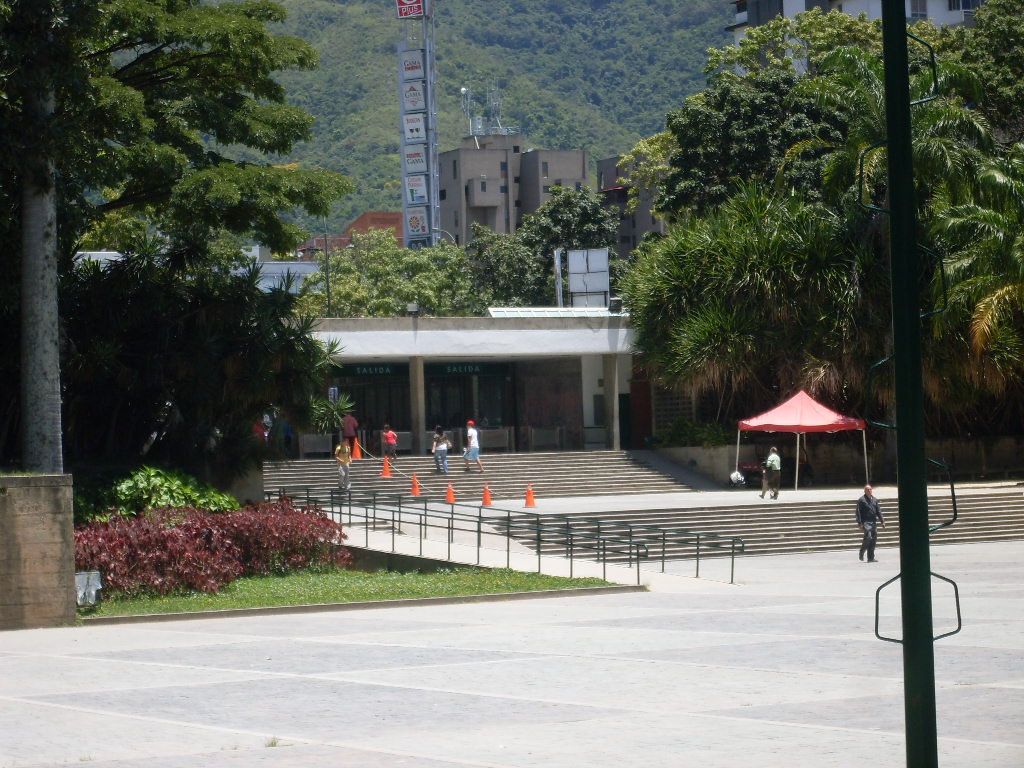
Entrada norte Parque Generalísimo Francisco de Miranda.
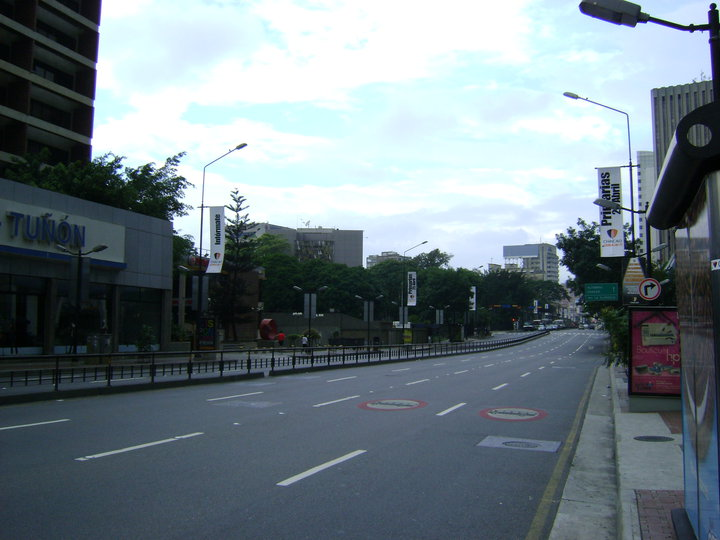
Avenida Francisco de Miranda a nivel de Los Palos Grandes.
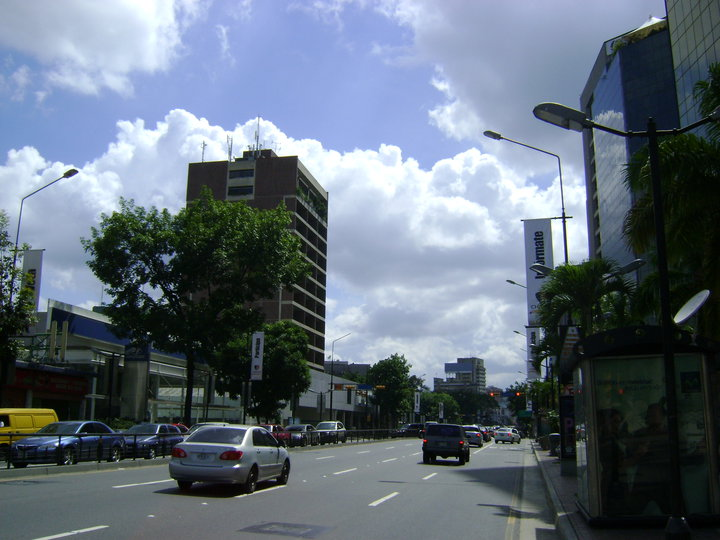
Avenida Francisco de Miranda a nivel de Los Palos Grandes.
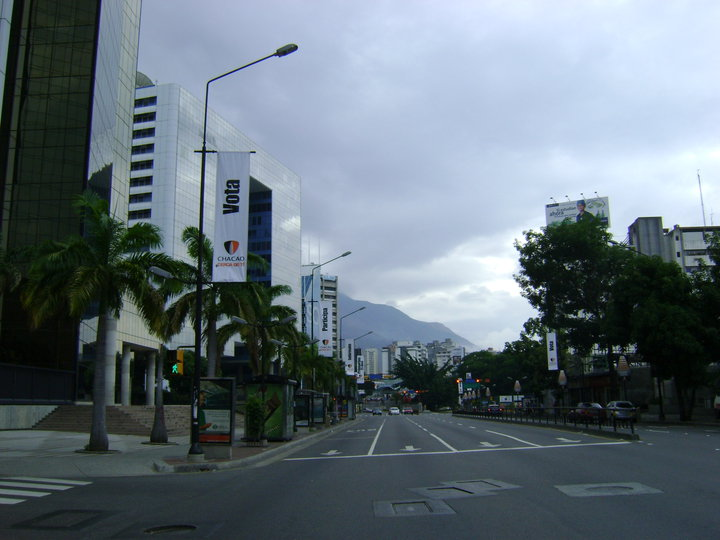
Avenida Francisco de Miranda a nivel de Los Palos Grandes.
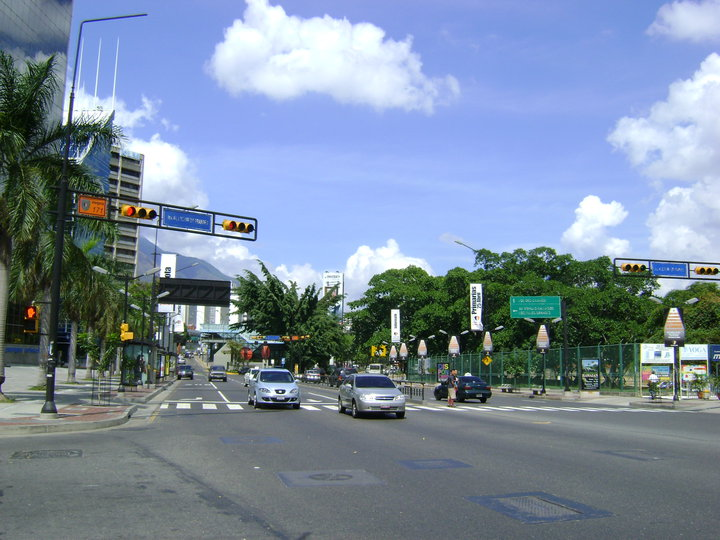
Avenida Francisco de Miranda a nivel de Los Palos Grandes.